# カフカ 田舎医者
『カフカ 田舎医者』（カフカ いなかいしゃ）は、フランツ・カフカの短編小説『田舎医者』を原作とする山村浩二作のアニメーション映画および絵本である。オタワ国際アニメーション映画祭グランプリ、第62回毎日映画コンクール 大藤信郎賞を受賞している。

## 映画
- 2007年11月17日公開。配給は松竹。

### キャスト
- 田舎医者：茂山千作
- 馬子：茂山七五三
- 医者・心の声1：茂山茂
- 医者・心の声2：茂山童司
- 少年：茂山逸平
- ローザ：金原ひとみ